# Генрі Кінг
Генрі Кінг (англ. Henry King; 24 січня 1886 — 29 червня 1982) — американський актор і кінорежисер. Володар премії «Золотий глобус» за режисуру фільму «Пісня Бернадетти» (1943). Відомий плідним творчим співробітництвом з акторами Тайроном Пауером і Грегорі Пеком, а також екранізаціями кількох творів Е. Хемінгуея.

## Біографія
Народився в 1886 році. У 1912 році почав зніматися в кінофільмах: тільки в 1913 році створив більше 30 ролей. У 1915 році захопився режисурою і випускав картини з не меншою інтенсивністю — до 10 стрічок на рік. Вже до середини 1920-х років став одним з найбільш комерційно успішних постановників Голівуду, у зв'язку з чим акторську роботу до 1925 року повністю припинив.
Є одним з 36 засновників Кіноакадемії США в 1927 році. Під час Другої світової війни служив заступником командира цивільного повітряного патруля берегової бази в Браунсвілл, штат Техас. Двічі (у 1944 і 1945 роках) був номінований на премію «Оскар», але нагород не отримав.
Помер 29 червня 1982 в своєму будинку у сні від серцевого нападу. За тривалу кар'єру зняв близько 120 фільмів.

## Вибрана фільмографія
- 1933 — «Ярмарок штату» / (State Fair)
- 1937 — «Сьоме небо» / (Seventh Heaven)
- 1942 — Чорний лебідь / The Black Swan
- 1943 — «Пісня Бернадетти» / (The Song of Bernadette)
- 1944 — Вільсон / Wilson
- 1947 — Капітан із Кастилії / Captain from Castile
- 1949 — Вертикальний зліт / Twelve O'clock High
- 1950 — Стрілець / The Gunfighter
- 1951 — Давид і Вірсавія / David and Bathsheba
- 1952 — Вождь червоношкірих та інші … / O. Henry's Full House
- 1952 — Сніги Кіліманджаро / The Snows of Kilimanjaro
- 1955 — Кохання — найчудовіша річ на світі / Love Is a Many Splendored Thing
- 1957 — І сходить сонце / The Sun Also Rises
- 1958 — Старий і море / The Old Man and the Sea (у титрах не зазначений)
- 1958 — Бравадос / The Bravados
- 1959 — Це моя земля / This Earth Is Mine
- 1959 — Коханий язичник / Beloved Infidel
- 1961 — Ніч лагідна / Tender Is the Night